# Манти
 За родът хрущялни риби вижте Манти (род).  
Манти (на английски: Manti) е град в окръг Санпит, щата Юта, САЩ. Манти е с население от 3040 жители (2000) и обща площ от 5 km². Намира се на 1710 m надморска височина. ЗИП кодът му е 84642, а телефонният му код е 435.